# Корпусна група «E»
Корпусна́ гру́па «E» (нім. Korps-Abteilung E) — оперативно-тактичне об'єднання Вермахту, корпусна група в роки Другої світової війни. 16 жовтня 1944 переформована на 251-шу піхотну дивізію Вермахту.

## Історія
Корпусна група «E» була сформована 2 листопада 1943 шляхом об'єднання розгромлених на Східному фронті 86-ї, 137-ї та 251-ї піхотних дивізій Вермахту в групі армій «Центр».

## Райони бойових дій
- СРСР (центральний напрямок) (листопад 1943 — жовтень 1944).

## Командування

### Командири
- генерал-майор Максиміліан Фельцманн (нім. Maximilian Felzmann) (15 листопада 1943 — 22 липня 1944);
- оберст Мартін Бібер (нім. Martin Bieber) (22 липня — 8 серпня 1944);
- генерал-лейтенант Максиміліан Фельцманн (9 серпня — 1 жовтня 1944);
- генерал-майор Вернер Гойке (нім. Werner Heucke) (1 — 16 жовтня 1944).

## Нагороджені корпусної групи
Нагороджені корпусної групи
|  | Кавалери Золотого Німецького Хреста                                                                        | 24 |
|  | Кавалери Лицарського хреста Залізного хреста з Дубовим листям                                              | 2 (№ 566 оберст Мартін Бібер — 02.09.1944 № 643 генерал-лейтенант Максиміліан Фельцманн — 03.11.1944) |
|  | Кавалери Лицарського хреста Залізного хреста                                                               | 5 (у тому числі 1 непідтверджений)                                                                    |
|  | Кавалери Почесної Відзнаки Сухопутних військ «Почесна застібка на орденську стрічку для Сухопутних військ» | 9 |

- Нагороджені Сертифікатом Пошани Головнокомандувача Сухопутних військ (1)

## Бойовий склад корпусної групи «E»
Формування управління, забезпечення та підтримки
- 86-й дивізійний фузілерний батальйон (Divisions-Füsilier-Bataillon 86);
- 186-й протитанковий батальйон (Panzerjäger-Abteilung 186);
- 251-й батальйон зв'язку (Nachrichten-Abteilung 251);
- 186-й навчальний батальйон (Feldersatz-Bataillon 186);
- 186-й саперний батальйон (Pionier-Bataillon 186);
- 251-ше управління постачання (Nachschubtruppen 251).

- 86-та дивізійна група (Divisionsgruppe 86);
- 137-ма дивізійна група (Divisionsgruppe 137);
- 355-та дивізійна група (Divisionsgruppe 251);
- 186-й артилерійський полк (Artillerie-Regiment 186).